# Dobrinka Džambazova
Dobrinka Džambazova (in bulgaro Добринка Джамбазова?; Sofia, 31 agosto 1927 – 6 gennaio 2016) è stata una cestista bulgara.

## Carriera
Con la Bulgaria ha disputato i Campionati mondiali del 1959 e quattro edizioni dei Campionati europei (1952, 1954, 1958, 1960)